# Onze-Lieve-Vrouw-van-Altijddurende-Bijstandkapel (Spaanshuisken)

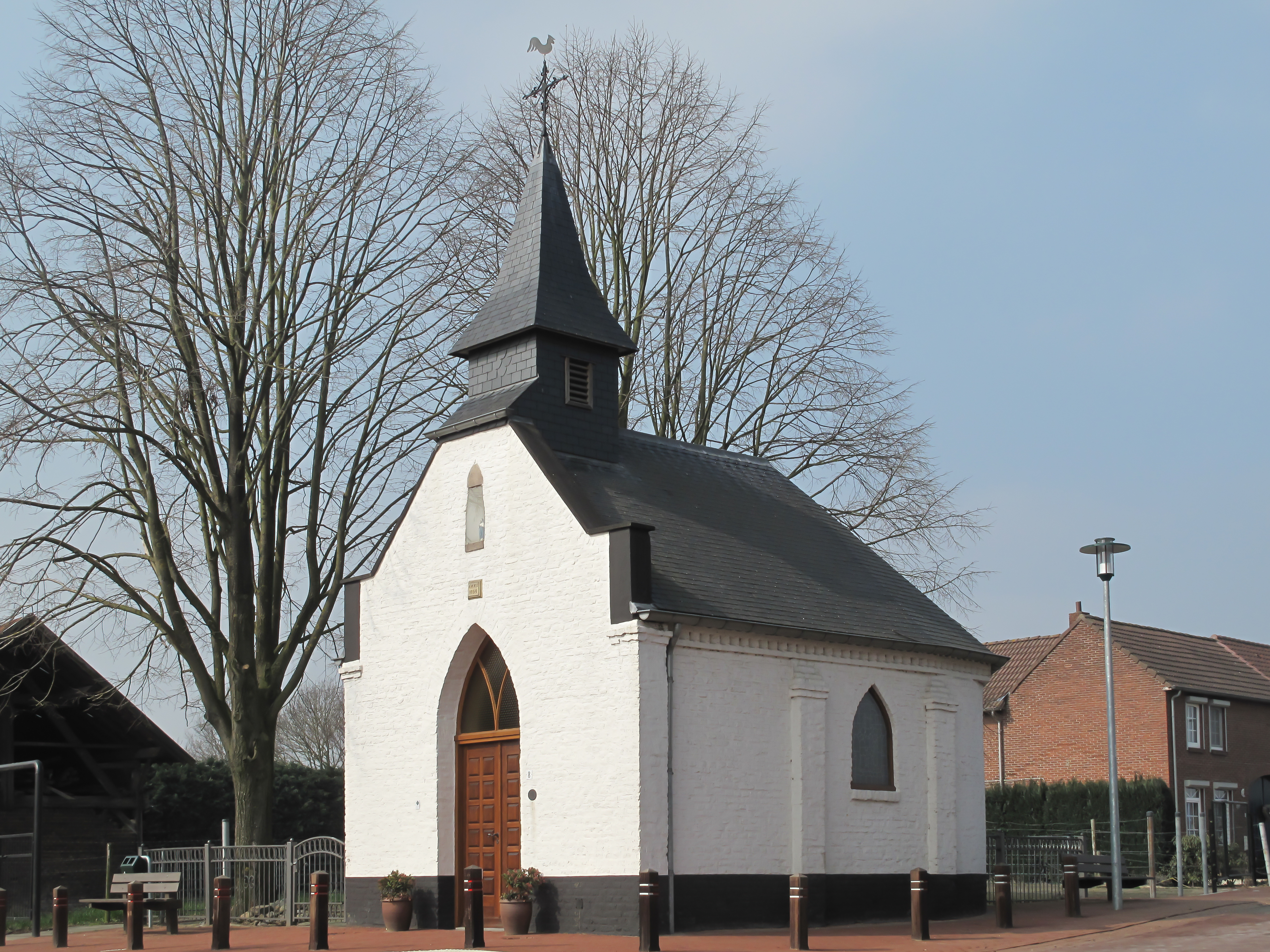
Kapel

De Onze-Lieve-Vrouw-van-Altijddurende-Bijstandkapel is een betreedbare kapel bij Koningsbosch in de Nederlandse gemeente Echt-Susteren. De kapel staat aan Spaanshuisken 8 in buurtschap Spaanshuisken.
De kapel is gewijd aan de heilige Maria, specifiek aan Onze-Lieve-Vrouw van Altijddurende Bijstand.

## Geschiedenis
In 1859 werd de kapel gebouwd door bewoners van Saeffelen, dat aan Spaanshuisken grenst.
In 1972 werd de kapel opgenomen in het rijksmonumentenregister.
In 1976-1977 werd de kapel gerestaureerd.

## Gebouw
De wit geschilderde neogotische kapel op zwartgeteerde plint heeft een vijfzijdige koorsluiting en wordt gedekt door een zadeldak met leien. Op het dak staat een dakruiter. In de beide zijgevels is elk een spitsboogvenster aangebracht met glas-in-lood uit 1976-1977 van pater Victor, uit de Abdij Lilbosch. De frontgevel heeft schouderstukken en in de frontgevel bevindt zich een boven de ingang een nis met daarin een Mariabeeld. Onder de nis bevindt zich een gevelsteen met de tekst ANNO 1859 en daaronder de spitsboogvormige toegang van de kapel.
Van binnen is de kapel gestuukt. Tegen de achterwand staat een neogotisch altaar.